# Studenčica
Studenčica je naseljeno mjesto u općini Konjic, Federacija Bosne i Hercegovine, BiH.
Nalazi se sjeverozapadno od Konjica.

## Stanovništvo

### 1991.
Nacionalni sastav stanovništva 1991. godine, bio je sljedeći:
ukupno: 155
- Muslimani – 147
- Hrvati – 8

### 2013.
Nacionalni sastav stanovništva 2013. godine, bio je sljedeći:
ukupno: 44
- Bošnjaci – 44

## Vanjske poveznice
- Satelitska snimka  Arhivirana inačica izvorne stranice od 21. ožujka 2021. (Wayback Machine)